# Jurazini
Jurazini is een plaats in de gemeente Sveta Nedelja in de Kroatische provincie Istrië. De plaats telt 62 inwoners (2001).